# Jan Kwiatkiewicz
Jan Kwiatkiewicz (ur. 1630 w Małopolsce, zm. 23 marca 1703 w Krakowie) – jezuita, profesor wymowy, filozofii, teologii i matematyki

## Życiorys
W roku 1645 wstąpił do zakonu jezuitów. Przez wiele lat uczył w rozmaitych kolegiach wymowy, gramatyki, filozofii, teologii i matematyki, a później zarządzał kolegiami w Kaliszu, Brześciu, Lublinie, Lwowie, Jarosławiu, Sandomierzu i Krakowie. W roku 1680 został rektorem kolegium w Sandomierzu, później był prepozytem i rektorem w Jarosławiu.

## Twórczość
Zostawił około 40 dzieł różnej treści (w większości retorycznych), pisanych po łacinie i po polsku. Niektóre z pism Kwiatkiewicza kilkakrotnie były przedrukowane (Svada civilis 10-krotnie w ciągu 40 lat). Najbardziej znane z jego dzieł to Factorum triumphalium tres partes, bellorum ot triumphorum Joannis III Sobieski Rogis-Poloniae elogiastiea descriptio etc., pomieszczone przez Załuskiego w jego Listach historycznych, familijnych (Brunsberga, 1711, s. 454-519).

### Ważniejsze utwory
- Svada civilis, Lublin 1672, drukarnia Kolegium T. J.; wyd. następne: Wrocław 1679, Kalisz 1682, Kalisz 1689, Praga 1690, Kalisz 1697, Kolonia 1697, Praga 1708, Praga 1718, Kolonia 1720, Wrocław (?)
- Phoenix rhetorum, Kraków 1672, drukarnia Schedeliana; wyd. następne: Kalisz 1682, Praga 1690, Wrocław (?)
- Laurus prodroma ad coronam, seu carmen triumphale Victori Orientis, 1674 (poemat na cześć Jana Sobieskiego)
- Eloquentia reconditior, Poznań 1689, drukarnia Kolegium T. J.; wyd. następne: Praga 1692
- Roczne dzieje kościelne od roku Pańskiego 1198 aż do lat naszych, Kalisz 1695, drukarnia Kolegium T. J.
- Suplement Rocznych dziejów..., 1706(?)